# Neoitamus cyanurus
Neoitamus cyanurus là một loài ruồi trong họ Asilidae. Neoitamus cyanurus được Loew miêu tả năm 1849.

## Hình ảnh

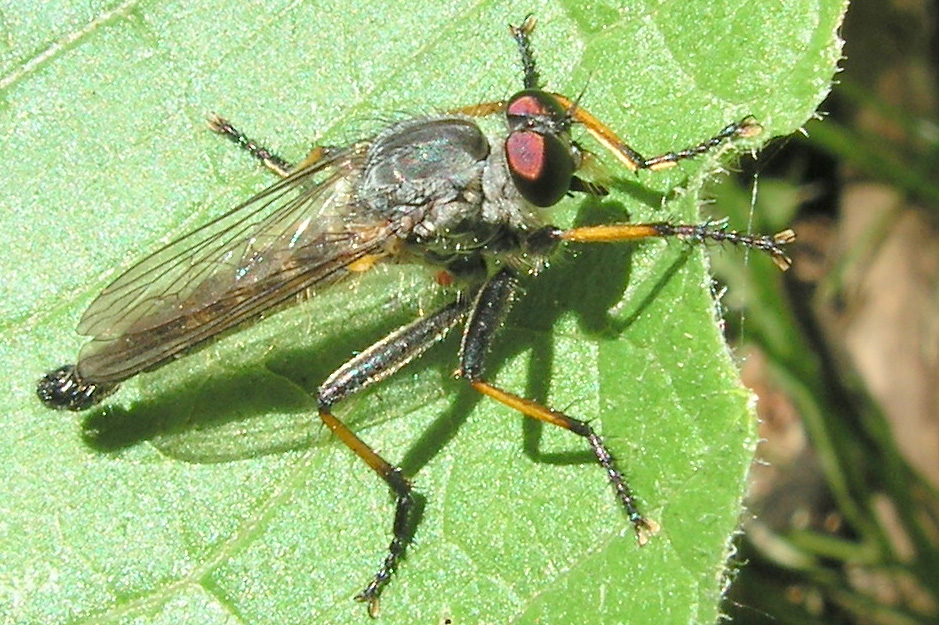
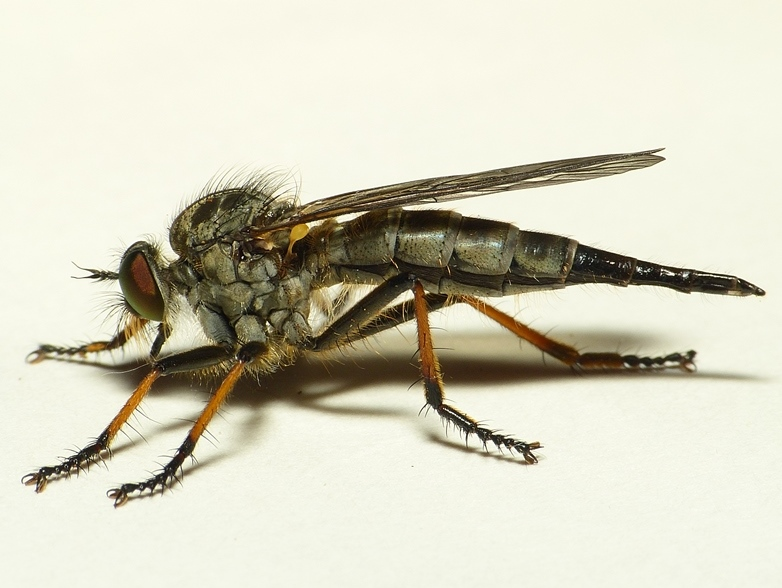
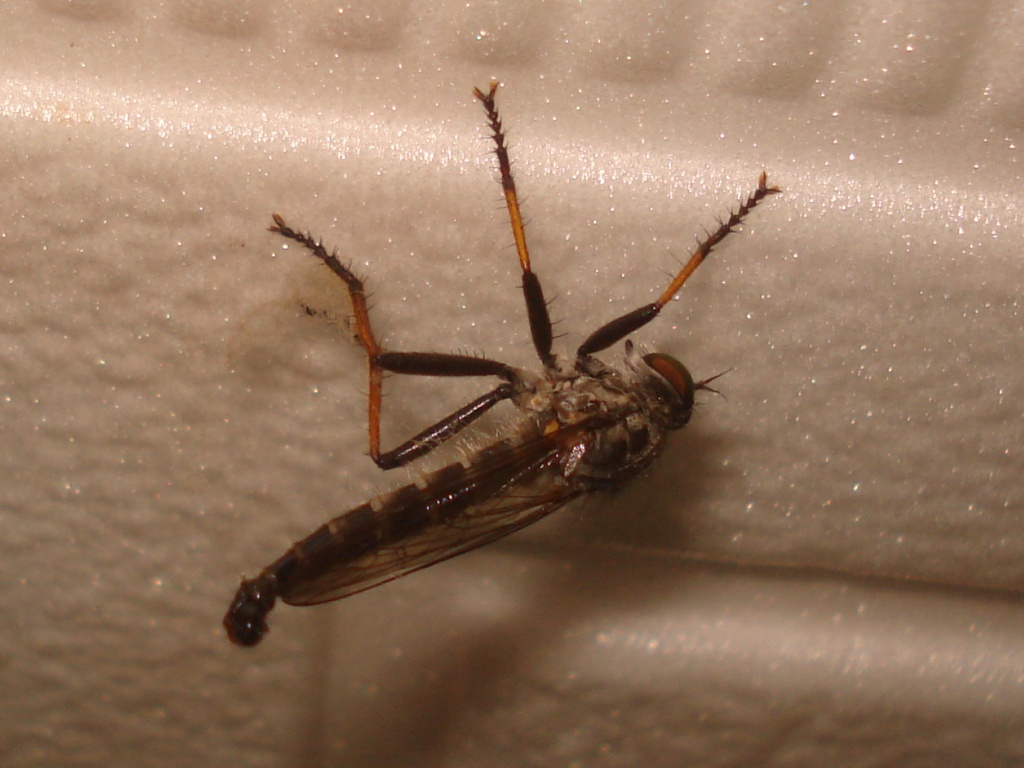
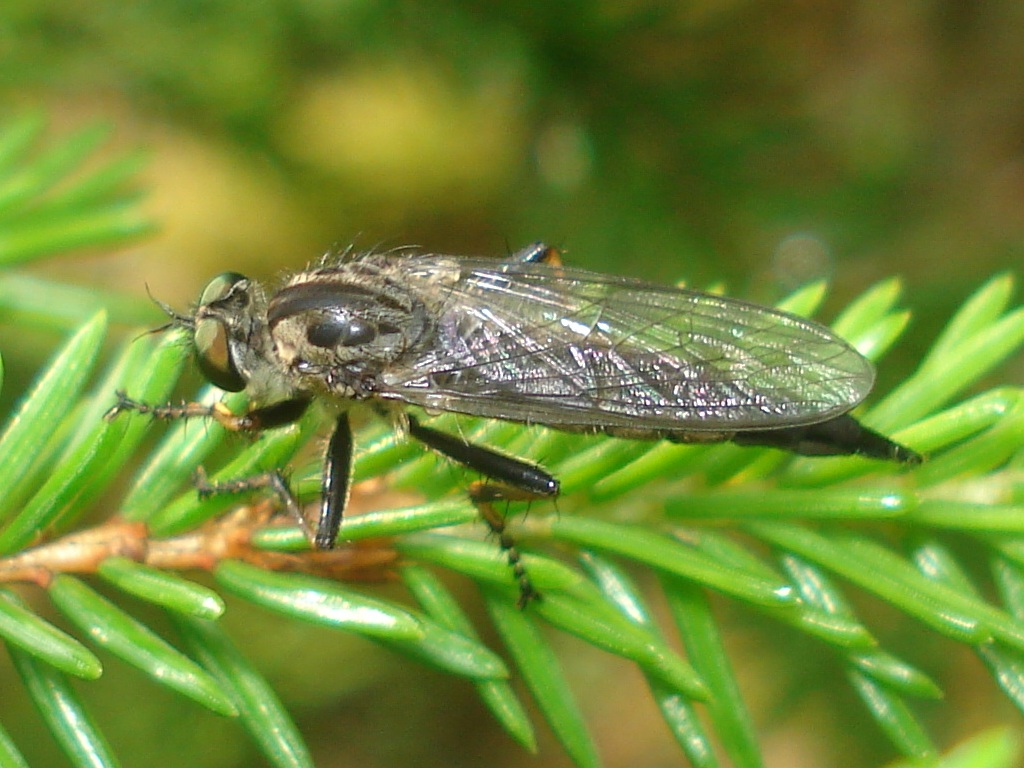